# 1925年全仏選手権 (テニス)
1925年 全仏選手権（1925ねんぜんふつせんしゅけん、Internationaux de France de Roland-Garros 1925）に関する記事。フランス・パリにある「スタッド・ローラン・ギャロス」にて開催。

## 1924年までの全仏選手権
出場資格がフランス人選手のみに制限されていた1924年までの全仏選手権は、多くの点で歴史的な調査が困難になっている。
- 男子シングルスは1891年、女子シングルスは1897年に第1回の競技大会が始まったが、初期の優勝記録表の大半は選手のフルネームや決勝戦の試合結果が残っておらず、時には準優勝者の名前さえ欠落していることがある。（例：1900年代）
- ダブルスの場合、記録は優勝ペアしか残っておらず、準優勝ペアも試合結果も全く残存していない。

テニスグランドスラム大会の公式な優勝記録には、国際大会化された1925年以後の記録が記載され、1924年以前の記録は除外されることになった。大半のテニス文献でも、全仏選手権は1925年以後の記録のみを掲載している。全仏選手権（現在の全仏オープン）年度別記事の外部リンクで使用しているPDF形式の抽選表も、大会公式サイトは1925年以後のものを提供している。
- フランス人の名選手で、男子のアンリ・コシェ（1922年）、ジャン・ボロトラ（1924年）、女子のスザンヌ・ランラン（1920年-1923年）は1925年以後も優勝があり、国際大会化の前後の時代をまたいで優勝しているが、ここに列挙した1924年以前の優勝は彼らの「公認優勝記録」から除外して数える。

## 大会の流れ
- 男子シングルスは「61名」の選手による6回戦制で行われた。シード選手は16名で、第1・第2シードを含む3人の選手に「1回戦不戦勝」（抽選表では“Bye”と表示）があった。
- 女子シングルスは「34名」の選手による6回戦制で行われた。シード選手は8名。2人の選手を絞り落とすため、1回戦は2試合のみ実施し、他の30名は2回戦から出場した。

## シード選手

### 男子シングルス
1. パトリック・スペンス （3回戦）
2. ジャン・ワッシャー （ベスト4）
3. ジャン・ボロトラ （準優勝）
4. F・レストレポ （3回戦）
5. ルネ・ラコステ （初優勝）
6. シャルル・エシュリマン （2回戦）
7. ニコラス・ミシュー （3回戦）
8. シドニー・ヤコブ （ベスト4）
9. ジャック・ブルニョン （3回戦）
10. アンリ・コシェ （ベスト8）
11. ポール・フェレー （ベスト8）
12. アントワーヌ・ジェンシアン （2回戦）
13. エドゥアルド・フラッカー （ベスト8）
14. レオンス・アスラングール （3回戦）
15. ライムンド・モラレス （3回戦）
16. アンドレ・ゴベール （ベスト8）

### 女子シングルス
1. スザンヌ・ランラン （優勝、国際大会化前から数えて5度目）
2. イボンヌ・ブルジョワ （3回戦）
3. キティ・マッケイン （準優勝）
4. シモーヌ・パスマール （ベスト8）
5. ヘレーネ・コントスタブロス （ベスト4）
6. マルグリット・ビロー （ベスト8）
7. ジュリー・ブラスト （ベスト4）
8. ジャンヌ・ボサール （3回戦）

## 大会経過

### 男子シングルス
準々決勝
- シドニー・ヤコブ vs.  アンドレ・ゴベール 2-6, 2-6, 6-4, 7-5 （途中棄権）
- ルネ・ラコステ vs.  エドゥアルド・フラッカー 6-4, 7-5, 6-2
- ジャン・ボロトラ vs.  ポール・フェレー 1-6, 6-3, 6-3, 6-2
- ジャン・ワッシャー vs.  アンリ・コシェ 8-6, 8-6, 6-4

準決勝
- ルネ・ラコステ vs.  シドニー・ヤコブ 6-2, 6-1, 4-6, 7-5
- ジャン・ボロトラ vs.  ジャン・ワッシャー 6-2, 6-1, 6-3

### 女子シングルス
準々決勝
- スザンヌ・ランラン vs.  イブリン・コリヤー 6-0, 6-2
- ヘレーネ・コントスタブロス vs.  シモーヌ・パスマール 7-5, 6-3
- キティ・マッケイン vs.  マルグリット・ビロー 6-0, 10-8
- ジュリー・ブラスト vs.  N・デスクレール 6-1, 6-2

準決勝
- スザンヌ・ランラン vs.  ヘレーネ・コントスタブロス 6-2, 6-0
- キティ・マッケイン vs.  ジュリー・ブラスト 6-2, 6-2

## 決勝戦の結果
- 男子シングルス： ルネ・ラコステ vs.  ジャン・ボロトラ 7-5, 6-1, 6-4
- 女子シングルス： スザンヌ・ランラン vs.  キティ・マッケイン 6-1, 6-2
- 男子ダブルス： ジャン・ボロトラ& ルネ・ラコステ vs.  アンリ・コシェ& ジャック・ブルニョン 7-5, 4-6, 6-3, 2-6, 6-3
- 女子ダブルス： スザンヌ・ランラン& ジュリー・ブラスト vs.  キティ・マッケイン& イブリン・コリヤー 6-1, 9-11, 6-2
- 混合ダブルス： ジャック・ブルニョン& スザンヌ・ランラン vs.  アンリ・コシェ& ジュリー・ブラスト 6-2, 6-2